# Witoszyn (województwo zachodniopomorskie)
Witoszyn (niem. Neu Schulzendorf) – kolonia sołecka w Polsce, położona w województwie zachodniopomorskim, w powiecie choszczeńskim, w gminie Choszczno. W latach 1975–1998 miejscowość administracyjnie należała do województwa gorzowskiego. W roku 2007 kolonia liczyła 54 mieszkańców.
Wieś wchodząca w skład sołectwa: Radlice.
Kolonie wchodzące w skład sołectwa: Roztocze, Sułowo.

## Geografia
Kolonia leży ok. 4,5 km na północny wschód od Choszczna, przy drodze wojewódzkiej nr 151, między Choszcznem a miejscowością Recz.